# Battaglia di Los Angeles

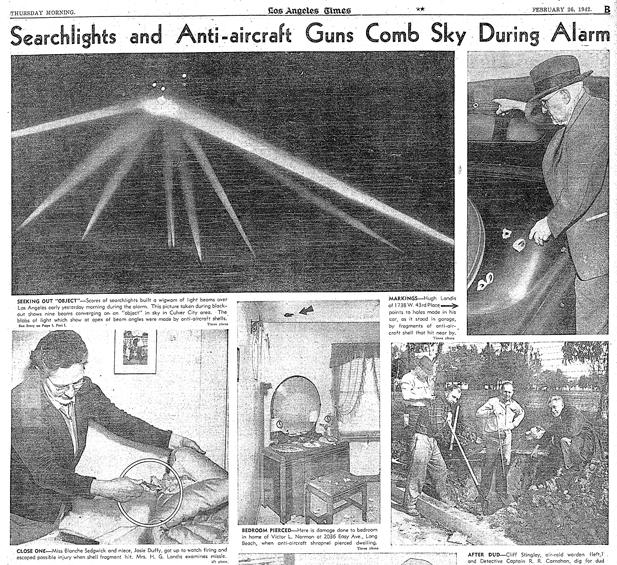
Pagina B dell'edizione del mattino del 26 febbraio 1942 del Los Angeles Times: la foto in alto a sinistra è l'unica che ci sia rimasta di quella notte; è bene notare come sia stata largamente ritoccata prima della stampa.

La cosiddetta battaglia di Los Angeles (in inglese battle of Los Angeles o anche Great Los Angeles Air Raid) è il nome con cui è chiamato l'allarme causato da un presunto attacco aereo nemico, convenzionalmente addebitato all'Impero giapponese, su Los Angeles, California, e la conseguente risposta dell'artiglieria contraerea statunitense, nella notte fra il 24 e il 25 febbraio 1942. L'evento si svolse a quasi tre mesi di distanza dall'attacco di Pearl Harbor, che aveva provocato l'entrata nella seconda guerra mondiale degli Stati Uniti d'America.
Almeno inizialmente, si credette che la contraerea stesse rispondendo ad una vera incursione aerea giapponese, finché il segretario alla Marina Frank Knox, in una conferenza stampa poco dopo i fatti, non derubricò l'incidente come un «falso allarme». Tuttavia, i giornali del tempo pubblicarono ben presto una serie di rivelazioni sensazionalistiche, sospettando un'azione di insabbiamento. Una minoranza di ufologi ha suggerito che l'obiettivo fosse un velivolo extraterrestre.
Altre teorie del complotto affermano che l'incidente fosse stato orchestrato dal governo per terrorizzare la popolazione dell'area e facilitare lo spostamento delle industrie belliche della California meridionale nell'entroterra, come sostenuto già all'epoca del deputato californiano Leland Ford, oppure per giustificare l'internamento in campi di concentramento dei cittadini statunitensi di origine giapponese che era stato autorizzato qualche giorno prima e sarebbe avvenuto di lì a poco. Nel 1983 l'ufficio storico dell'United States Air Force concluse che l'allarme iniziale fu causato da palloni meteorologici.

## I fatti delGreat Los Angeles Air Raid
Nella notte fra il 24 e il 25 febbraio 1942, ci fu un'ondata di allarmi aerei in tutta la California meridionale. Nella giornata del 24, l'ufficio dell'intelligence navale aveva diramato un avviso in cui indicava come probabile un attacco aereo «entro dieci ore». Il primo allarme, a vuoto, fu suonato alle 19:18 del 24 e revocato alle 22:23. Alle 02:15 del 25, i radar registrarono un oggetto volante non identificato a 193 chilometri ad ovest di Los Angeles e l'artiglieria contraerea fu messa in stato di «allarme verde», vale a dire pronta al fuoco. L'aviazione mantenne i suoi caccia dell'8º comando d'intercettazione al suolo, attendendo notizie più precise prima di impiegare le sue limitate forze, insufficienti a presidiare tutto il territorio che era loro assegnato. Alle 02:21, con gli ipotetici nemici a non più di pochi chilometri dalla costa, fu ordinato un black out generale. Furono mobilitati tutti i dodicimila air raid warden, i riservisti civili con il compito di vigilare sull'attuazione delle norme di sicurezza in caso di attacco aereo. A quel punto, però, i radar persero il segnale di qualsiasi cosa avessero tracciato fino ad allora. Nonostante ciò, si moltiplicarono gli avvistamenti: alle 02:43, furono osservati aerei a Long Beach, e un colonnello dell'artiglieria costiera riportò «25 aerei a 3 650 metri» sul centro urbano di Los Angeles.
Alle 03:06, un pallone aerostatico con un razzo di segnalazione rosso fu avvistato su Santa Monica e quattro batterie della 37ª brigata d'artiglieria costiera aprirono il fuoco all'impazzata con proiettili da 5,8 kg, sparandone quasi millecinquecento in tutta la nottata, a volte senza nemmeno mirare e in genere limitandosi a seguire i fasci di luce dei proiettori a terra, senza badare se inquadrassero qualcosa o meno; presi dall'eccitazione, molti militari appiedati bersagliavano inutilmente il cielo con pistole, fucili, mitra e mitragliatrici da 37 mm; persino un cacciatorpediniere in secca in un cantiere vicino contribuì con le sue armi di bordo. Fari da ricerca perlustravano il cielo buio e oscurato dal fumo delle esplosioni; nel frattempo, le più disparate segnalazioni sommergevano i centri di comando: innumerevoli "aerei", ad altitudini e velocità diversissime, venivano osservati su tutta la contea, si parlò di quattro velivoli abbattuti e di un quinto che si era schiantato in fiamme fra le colline di Hollywood; ci fu chi credette di osservare veri e propri duelli aerei nel cielo, e chi — falsamente — accusò gli statunitensi di origine giapponese di star accendendo luci di segnalazione per indicare ai loro compatrioti gli obiettivi da bombardare, facendone arrestare più di trenta. Finalmente, alle 04:14, fu diramato l'«all clear» e revocato l'allarme. Il black-out fu annullato solo alle 07:21 del mattino seguente.
Fu solo all'alba che ci si rese conto che, nel caos della "battaglia", il fuoco amico delle batterie antiaeree aveva danneggiato parecchi edifici, ucciso quattro o cinque civili, provocato tre morti per infarto, centrato diverse vacche in un pascolo e ferito molte persone per via della grandine di schegge, frammenti e granate inesplose che si abbatté sulla città, e che fu quantificata in più di dieci tonnellate di metallo. Oltre a ciò, durante il black-out vi furono molti incidenti stradali, che costarono la vita ad almeno due persone, un poliziotto ed una donna.

## Le reazioni

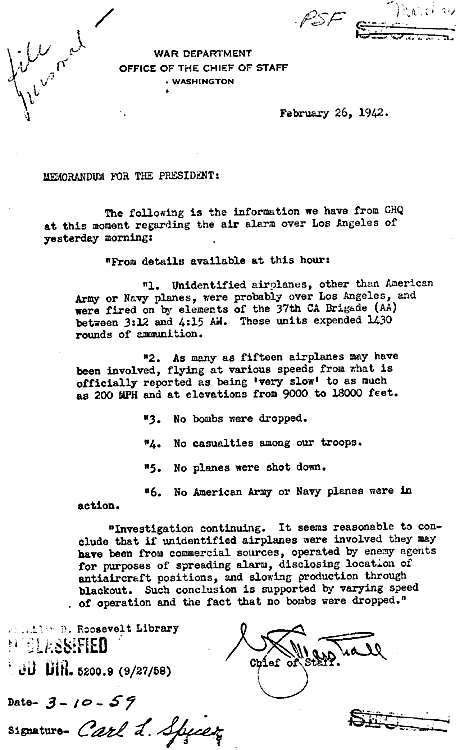
Memorandum del generale George Marshall, capo di Stato maggiore dell'Esercito al presidente Roosevelt.

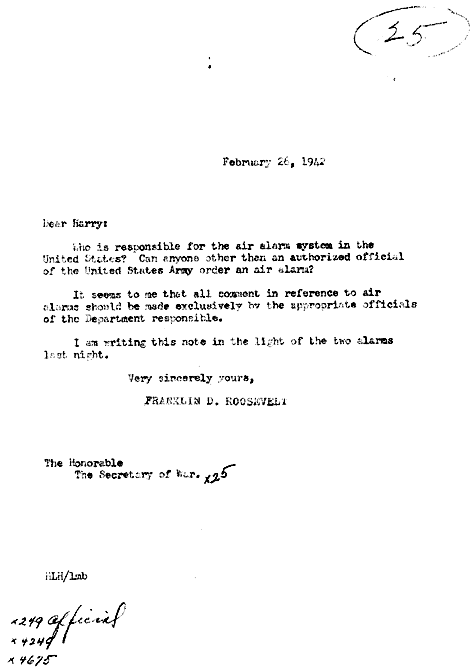
Memorandum fra il presidente Roosevelt e il segretario alla Guerra Henry L. Stimson.

Già nella mattinata del 25 febbraio, immediatamente successiva all'evento, infuriò una dura discussione su cosa fosse successo realmente nella notte. La Marina sostenne fin dall'inizio che si era trattato di un falso allarme, provocato dal «nervosismo da guerra» (war nerves), linea confermata dal segretario alla Marina William Franklin Knox in una conferenza stampa dello stesso giorno. Nella stessa occasione, però, Knox affermò che attacchi simili rimanevano pur sempre possibili ed espresse la necessità di spostare le industrie belliche californiane nell'entroterra, dove sarebbero state più protette. Questo diede adito all'ipotesi che il raid fosse solo un modo per convincere i cittadini ad accettare questo trasferimento come necessario e inevitabile.
Meno chiara era la posizione dell'Esercito. Un rapporto a Washington del Western Defence Command, inviato poco tempo dopo la fine del presunto raid, indicava come la credibilità dell'attacco fosse considerata scarsa già prima che fosse revocato il black-out. Nel testo, si prevedeva che «la maggior parte dei rapporti precedenti sarà considerata grandemente esagerata». Anche la Quarta Air Force dell'Aeronautica militare, allora dipendente dall'Esercito, indicò di non ritenere che ci fossero stati aerei nemici in volo, quella notte. Tuttavia, il dipartimento della Guerra si prese un giorno di tempo per riesaminare la situazione, interrogare i testimoni e finalizzare un rapporto il 26 febbraio. In questo documento, che fra verbi al condizionale, cifre vaghe, «probabili», «potrebbero» e «presunti» si lasciava ampi margini di smentita per adeguarsi alle future informazioni, si concludeva che c'erano effettivamente stati «da uno a cinque aerei non identificati su Los Angeles», presumibilmente pilotati dal nemico: si trattava, speculava il rapporto, di aerei commerciali decollati da piste segrete in California o Messico oppure di velivoli leggeri lanciati da sommergibili giapponesi. In ogni caso, s'indicava come motivazione dell'azione la valutazione delle difese antiaeree presenti in zona o la volontà di demoralizzare la popolazione.
Complice anche questa divergenza di versioni fra Marina ed Esercito, il 26 febbraio, i giornali andarono in stampa con titoli sensazionalistici e polemici e articoli che criticavano duramente il comportamento delle autorità durante l'incidente. Fra i più pungenti, ci fu il The New York Times che scrisse: «Se le batterie stavano sparando al niente, come implica il segretario [della Marina] Knox, è un segno di costosa incompetenza ed estremo nervosismo. Se, invece, le batterie stavano sparando ad aerei veri, alcuni dei quali a 2 700 metri, come dichiara il segretario [della guerra] Henry Stimson, perché sono state completamente inefficaci? Perché nessun aereo statunitense si è levato ad ingaggiarli, o anche solo a identificarli? [...] Che sarebbe successo se questo fosse stato un vero attacco aereo?». Le risposte a queste domande, se mai fossero state date, avrebbero rivelato appieno il grado d'impreparazione delle difese aeree interne degli Stati Uniti occidentali e la totale mancanza di coordinazione fra le forze armate. Il quotidiano Long Beach Independent avvertì questo imbarazzo delle autorità e scrisse: «C'è una sospetta reticenza in questa faccenda, sembra che una qualche forma di censura stia cercando di fermare il dibattito», dando il via alle speculazioni di un presunto cover-up.
La discussione si infiammò ancora di più quando lo sceriffo della contea di Los Angeles, Eugene Biscailuz, e il responsabile della difesa civile della stessa area, Howard Kennedy, rilasciarono un comunicato stampa congiunto con cui condannavano ufficialmente le parole del segretario Knox, colpevole di aver «grandemente danneggiato il morale dei civili con la dichiarazione che si è trattato di un falso allarme». I giornali chiesero a gran voce che Stimson e Knox comparissero di fronte al Congresso per chiarire le loro versioni dei fatti diametralmente opposte. La commissione Affari militari della Camera li convocò per essere interrogati. Il deputato Harry Englebright della commissione bicamerale Difesa formalizzò la domanda fondamentale: chiese di «spiegare perché il segretario alla Guerra continua a dire al paese che il raid era reale, mentre il segretario della Marina non ha ritirato la sua posizione che era fasullo (phony)». I due funzionari mantennero le rispettive versioni, Stimson perseverando nell'incertezza («aerei non identificati probabilmente erano sulla città ... potrebbero esserne stati coinvolti fino a quindici ... agenti nemici potrebbero averli pilotati») e Knox ripetendo che, nonostante l'accurata ricerca, non c'erano prove a favore della presenza di aerei giapponesi in zona.
Il deputato repubblicano alla Camera dei rappresentanti Leland Ford, di Santa Monica, chiese di aprire un'indagine del Congresso dichiarando: «[...] nessuna delle spiegazioni finora offerte ha rimosso l'episodio dalla categoria della ‘mistificazione completa’... questo è stato o un attacco di prova, o un attacco per terrorizzare 2 000 000 di persone, o un attacco causato da un'identificazione errata, o un attacco per posare le fondamenta politiche alla rimozione delle industrie belliche della California del sud».
Della faccenda si interessò anche il presidente Franklin Delano Roosevelt. Il 26 febbraio, chiese, «alla luce dei due allarmi della scorsa notte», al segretario alla Guerra Henry Stimson chi fosse preposto a dichiarare l'allarme aereo negli Stati Uniti, se ciò fosse possibile a qualcuno all'infuori dell'Esercito e suggerì di lasciare tutti i commenti sul caso ai funzionari del dipartimento governativo responsabile.
Lo stesso giorno, il generale George Marshall, capo di Stato maggiore dell'Esercito, inviò al presidente un memorandum in cui riassumeva la versione degli eventi dell'Esercito. I due documenti sono proposti qui a lato.

## Le possibili spiegazioni dell'incidente
Nel tempo, sono state proposte diverse interpretazioni degli eventi della notte fra il 24 e il 25 febbraio 1942, alla luce dell'ammissione da parte dei giapponesi, fatta a guerra finita, che non avevano alcun aeroplano nella zona di Los Angeles in quel momento e che non si poteva quindi trattare di una loro incursione aerea.

### Ipotesi del falso allarme

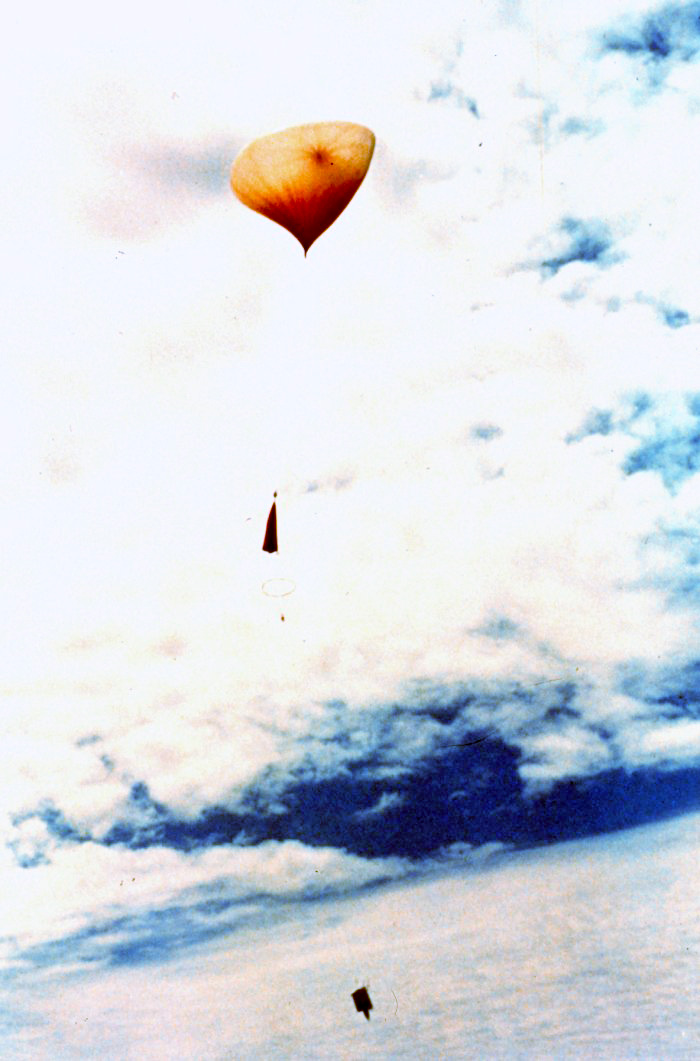
Un pallone sonda, non dissimile da quelli che potrebbero essere stati coinvolti nella battaglia di Los Angeles.

La spiegazione considerata più attendibile e plausibile, confermata anche dall'ufficio storico dell'United States Air Force nel 1983, dopo un'indagine storica accurata, e sostenuta fin dall'inizio dalla Marina degli Stati Uniti, è che si sia trattato di un semplice caso di «nervosismo di guerra», esacerbato dalle circostanze storiche e dall'impreparazione delle paranoiche truppe statunitensi. La "battaglia" fu inizialmente in realtà causata da un normalissimo pallone sonda meteorologico.
Nel febbraio 1942, gli Stati Uniti erano entrati nella seconda guerra mondiale da meno di tre mesi e la situazione generale era tetra: le truppe statunitensi, appena reduci dallo shock di Pearl Harbor, arretravano nelle Filippine, ricacciati dall'Impero giapponese; in Africa, i britannici erano respinti dall'Afrikakorps; in Europa, sul fronte orientale, i sovietici riuscivano a malapena a tenere la linea a difesa di Mosca e Leningrado. La tensione era palpabile e il timore di un'aggressione giapponese della West Coast diffuso. L'intera costa californiana era stata militarizzata, disseminata di postazioni di contraerea e di proiettori di ricerca; era stato formato un Civil Defense Program, i cui membri avrebbero dovuto assicurare l'applicazione delle norme di sicurezza in caso di attacco nemico. L'antiaerea effettuava regolari esercitazioni notturne in cui sparava verso bersagli d'addestramento e veniva messo in atto un black-out notturno per impedire ad eventuali sommergibili nemici di individuare il profilo delle navi contro la costa illuminata.
Il rischio dei sommergibili era reale. Alle 19:07 del 23 febbraio, quindi solo un giorno prima del Great Los Angeles Air Raid, il sommergibile I-17 della Marina imperiale giapponese, al comando del capitano di fregata (Kaigun Chūsa) Kozo Nishino, emerse al largo della raffineria petrolifera di Ellwood, nei pressi di Santa Barbara, e la bombardò con diciassette colpi del suo cannone da 14 cm, provocando danni risibili (500$ in lavori di riparazione e un ferito, un uomo che stava cercando di disinnescare una granata inesplosa) e reimmergendosi dopo una ventina di minuti. I comandi militari statunitensi, temendo fosse un diversivo per mascherare un'azione più importante, inviarono solo pochi aerei e tre bombardieri nell'infruttuosa ricerca del battello nemico. Nonostante l'impatto strategico assolutamente nullo, l'attacco scatenò il panico e la prospettiva di un'invasione divenne vicinissima. Casualmente, proprio negli stessi minuti del cannoneggiamento il presidente Roosevelt stava pronunciando un discorso radiofonico nel quale rientravano le profetiche parole «i vasti oceani che nel passato erano presentati come la nostra difesa dagli attacchi sono diventati infiniti campi di battaglia sui quali siamo costantemente sfidati dai nostri nemici». Informatori nella comunità giapponese riferivano che un'offensiva era imminente, e sui giornali erano stati fatti pubblicare avvisi in cui si imponeva uno «stretto stato di preparazione contro rinnovati attacchi».
Diciassette giorni dopo l'attacco di Pearl Harbor, il 203º reggimento di artiglieria costiera, un'unità della Guardia nazionale del Missouri attivata nel settembre 1940, era stato posto a protezione delle strategicamente preziose fabbriche di aerei della Douglas Aircraft Company di Santa Monica. In tutto, nell'area di Los Angeles vi erano una dozzina di reggimenti simili, dotati di armi contraeree da 7,62 cm che potevano raggiungere i 7 620 m d'altitudine e con la necessità di lanciare un pallone meteorologico ogni sei ore, per verificare le condizioni del vento tramite l'uso di un teodolite. Alle 3 di notte del 25 febbraio, con la città in allarme rosso già da mezz'ora, il 203° lanciò due di tali palloni (delle dimensioni di circa 1,2 m): uno dal proprio quartier generale nei pressi del Sawtelle Veterans Hospital e l'altro dalla batteria D, posta vicino alla fabbrica della Douglas. Il tenente Melvin Timm, incaricato delle operazioni meteorologiche della batteria D, notificò doverosamente il lancio al centro di controllo di Flower Street, dove su una grande mappa si teneva traccia di tutti gli avvenimenti aerei della zona.
Appena dopo il lancio di questi due palloni, scoppiò la "battaglia" vera e propria, quando presumibilmente i due oggetti furono avvistati dagli uomini sovraeccitati che cominciarono subito a bersagliarli (sebbene sembri anti-intuitivo, un pallone sonda o un dirigibile non scoppia o si affloscia se viene colpito). Gli osservatori di entrambe le postazioni riferirono immediatamente che i rispettivi palloni erano sotto fuoco amico della contraerea. Il comandante del 203°, colonnello Ray Watson, ordinò immediatamente di cessare il fuoco e avvisò il centro di controllo, ma rimase inascoltato. L'avvistamento dei palloni fu, quindi, la miccia che fece scoppiare la polveriera della tensione dei militari, che continuarono poi a sparare a casaccio per il resto della notte, inseguendo i lampi di luce e nuvolette di fumo causate dai loro stessi proiettili. La situazione era troppo caotica perché si riuscisse a fermare la reazione a catena: addirittura, ufficiali superiori andarono a rimproverare la batteria D perché non partecipava allo sbarramento e minacciarono di arrestare il tenente Timm se avesse ripetuto la sua versione dei fatti. Il sergente Orville Hayward testimoniò dopo l'incidente che il colonnello Watson, che aveva accompagnato al quartier generale, fu messo di fronte alla scelta, per aver diramato l'ordine di sospendere il fuoco, di essere trasferito ad una scrivania o di andare in pensione; scelse quest'ultima opzione.

### Ipotesi della cospirazione governativa

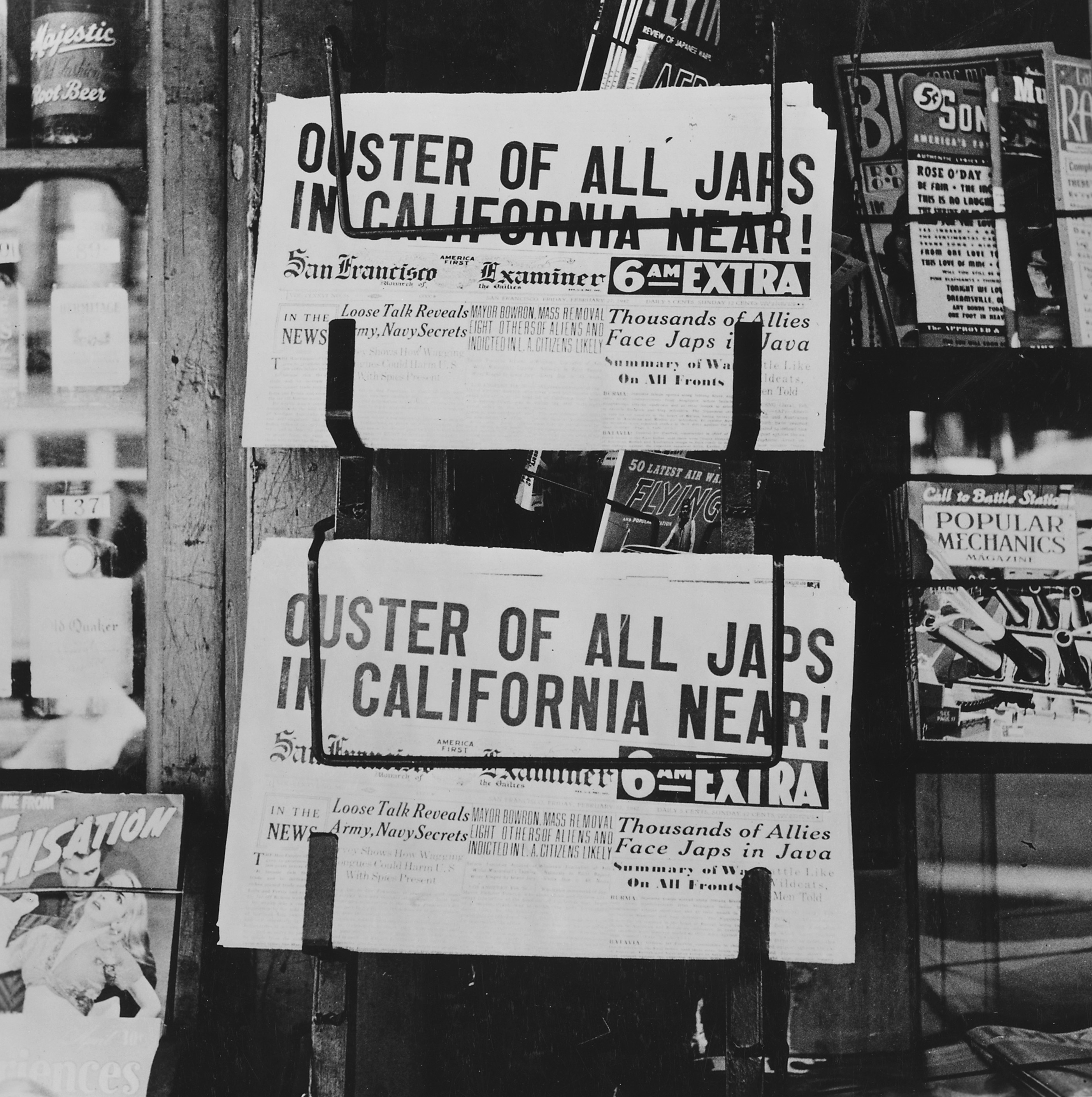
Il San Francisco Examiner del 27 febbraio 1942: «La cacciata di tutti i giapponesi dalla California è vicina!».

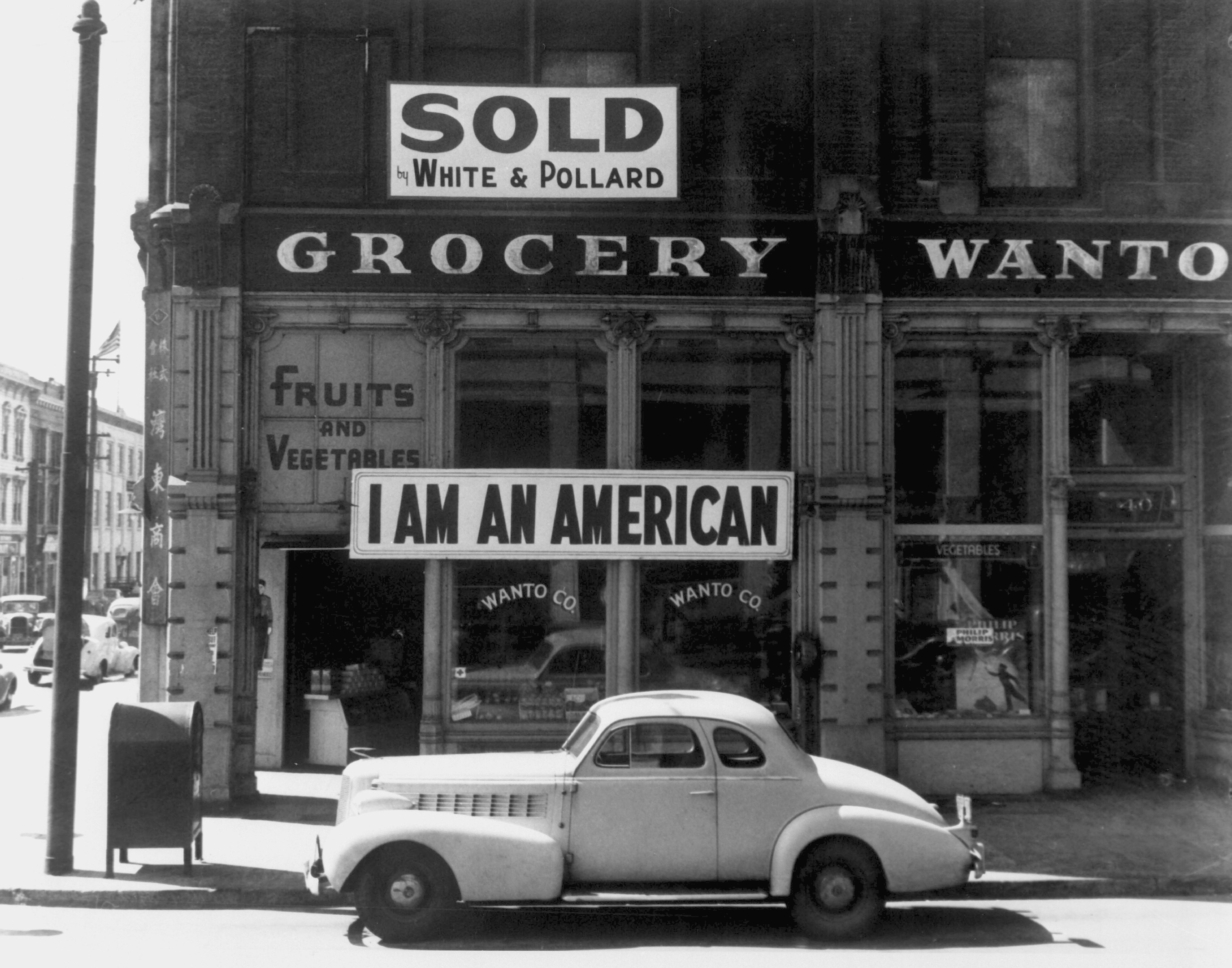
Un cartello «I am an American» sulla vetrina di un negozio di fruttivendolo di origine giapponese, nel marzo 1942, poco prima della deportazione dell'uomo.

Fra le teorie del complotto sulla battaglia di Los Angeles, tutte senza prove sostanziali a favore, la prima ad affermarsi e a trovare importanti sostenitori fu quella che il raid aereo fu deliberatamente messo in atto dalle autorità statunitensi. Gli scopi proposti dietro una simile azione sono stati molteplici: il deputato alla Camera dei rappresentanti Leland Ford riassunse nel suo intervento quelli più gettonati subito dopo i fatti: «[...] nessuna delle spiegazioni finora offerte ha rimosso l'episodio dalla categoria della ‘mistificazione completa’.. questo è stato o un attacco di prova, o un attacco per terrorizzare 2 000 000 di persone, o un attacco causato da un'identificazione errata, o un attacco per posare le fontamenta politiche alla rimozione delle industrie belliche della California del sud» disse Ford, chiedendo che il Congresso indagasse. Oltre al voler sondare le reazioni della popolazione ad un vero attacco nemico o ad una mossa per spingere il trasferimento delle industrie belliche in zone più protette, in seguito circolò anche l'ipotesi che il Great Los Angeles Air Raid fosse stato strumentalizzato per facilitare la deportazione in campi di concentramento dei cittadini statunitensi di etnia giapponese. Tuttavia, il sentimento antigiapponese aveva radici molto profonde e più complesse, era genuino e risaliva a ben prima della battaglia di Los Angeles.
In effetti, il 19 febbraio, quindi meno di una settimana prima della presunta battaglia, il presidente Roosevelt aveva firmato l'executive order 9066 con cui autorizzava i comandanti militari a designare delle «aree di esclusione» in cui impedire la libertà di movimento dei possibili "agenti nemici". In pratica, per il timore che la West Coast fosse sabotata o che vi fossero spie, si dava il via all'internamento di circa 110 000 persone di origine giapponese in cosiddetti «War Relocation Camps», campi di ricollocamento di guerra, da cui sarebbero state rilasciate soltanto nel 1945.
Il sentimento anti-giapponese era forte, molto diffuso e appoggiato dalla stampa nella società statunitense, partendo dal sospetto per finire in vere e proprie persecuzioni di una componente etnica ben integrata e attiva nella comunità dell'epoca. Per difendersi dalle accuse di collaborazione con il nemico d'oltremare, i negozi dei giapponesi esponevano cartelli con su scritto «I am American», «io sono americano», ma alla fine la deportazione fu inevitabile. Il sovrintendente dell'operazione, colonnello Karl Bendetsen dichiarò: «Sono determinato a far sì che, se hanno una goccia di sangue giapponese dentro di loro, finiscano nei campi».
Nella notte della battaglia di Los Angeles, questo atteggiamento di sospetto giunse al parossismo. Circa trenta persone di origine giapponese furono arrestate nel corso della notte, accusate di star facilitando il bombardamento da parte dei loro connazionali nel cielo.
Nel quartiere balneare di Venice, un abitante fece arrestare una cinquantunenne giapponese e i suoi due figli per delle «luci lampeggianti» che intravide nella loro casa; a Gardena furono fermati circa venti giapponesi perché guidavano durante il black-out, fra i quali il venticinquenne Thomas Asashi, bloccato dalla polizia perché stava lampeggiando con le luci della sua auto per vedere se funzionassero, poi condannato e costretto a scegliere fra novanta giorni di prigione — che scontò — o una multa da 300$. Il quotidiano Los Angeles Examiner pubblicò un articolo dal titolo eloquente: «Flare Signals Rise in Jap Area during Shelling» in cui si diceva che dodici giapponesi erano stati arrestati per aver fatto volare, durante l'attacco, dei palloni aerostatici di carta che poi erano scoppiati e lentamente ricaduti sotto forma di razzi di segnalazione rossi e bianchi.
Questo sentimento era condiviso anche dalle alte sfere militari: il generale John DeWitt, comandante del Western Defense Command, scrisse — a torto — in un rapporto ufficiale che, poiché i giapponesi statunitensi in qualche modo segnalavano alla Marina imperiale giapponese la partenza del naviglio, «per un periodo di diverse settimane a seguire il 7 dicembre praticamente ogni nave salpata dalla West Coast era stata attaccata da un sommergibile nemico».

## Commemorazione
Ogni febbraio il Museo Fort MacArthur che si trova all'ingresso del porto di Los Angeles ospita un evento chiamato “The Great LA Air Raid of 1942”.

## Nella cinematografia
- Dall'episodio prese spunto nel 1979 il regista Steven Spielberg per il suo film 1941 - Allarme a Hollywood, con l'attore John Belushi tra i protagonisti.
- Nel 2011 è stato prodotto il film World Invasion (titolo originale "Battle: Los Angeles") del regista Jonathan Liebesman, ambientato negli anni 2010 ma che prende spunto da tale episodio del 1942.